# Alexander K. Davis

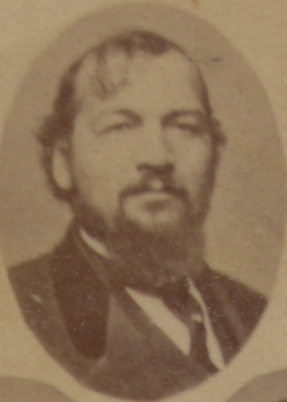
Alexander Kelso Davis (1874)

Alexander Kelso Davis (* um 1845 in Mississippi; † 20. November 1884 in Canton, Mississippi) war ein US-amerikanischer Politiker. Zwischen 1871 und 1876 war er Vizegouverneur des Bundesstaates Mississippi.

## Werdegang
Er war ein Afroamerikaner und ehemaliger Sklave, der nach dem Bürgerkrieg als Mitglied der Republikanischen Partei während der Reconstruction in Mississippi politisch tätig wurde. Er lebte im Noxubee County. Im Jahr 1870 wurde er an der Seite von Ridgley C. Powers zum Vizegouverneur von Mississippi gewählt. Dieses Amt bekleidete er zwischen 1871 und 1876. Dabei war er Stellvertreter des Gouverneurs und Vorsitzender des Staatssenats. Seit 1874 diente er unter Gouverneur Adelbert Ames.
Die politische Lage in Mississippi war in jenen Jahren sehr instabil. Es kam zeitweise zu gewalttätigen Auseinandersetzungen zwischen den konservativen Kräften und der von der Militärverwaltung unterstützten republikanischen Staatsregierung. Als am Ende der Rekonstruktionszeit die konservative Seite, die von der Demokratischen Partei politisch vertreten wurde, die Mehrheit in der Staatslegislative erlangte, kam es zu einem politisch motivierten Amtsenthebungsverfahren gegen ihre politischen Gegner. Diesem Verfahren fielen im Jahr 1876 Gouverneur Ames und Vizegouverneur Davis zum Opfer. Nach seiner Zeit als Vizegouverneur betrieb Alexander Davis im Noxubee County einen Saloon, der Angehörigen aller Rassen offenstand. Schließlich wurde er Pastor in Canton (Mississippi), wo er 1884 an einer Herzerkrankung verstarb.